# Jászladány vasútállomás
Jászladány vasútállomás egy Jász-Nagykun-Szolnok vármegyei vasútállomás, Jászladány településen, a MÁV üzemeltetésében. A belterület északi széle közelében (a 3227-es út vasúti keresztezésétől nem messze nyugatra) helyezkedik el, közúti elérését a 3226-os útból kiágazó 32 326-os számú mellékút teszi lehetővé.

## Vasútvonalak
Az állomást az alábbi vasútvonalak érintik:
- Vámosgyörk–Újszász-vasútvonal

## Kapcsolódó állomások
A vasútállomáshoz az alábbi állomások vannak a legközelebb:
- Szellőhát megállóhely (Vámosgyörk–Újszász-vasútvonal)
- Szászberek megállóhely (Vámosgyörk–Újszász-vasútvonal)

## Forgalom
| Járat        | Útvonal | Gyakoriság   |
| ------------ | --- | ------------ |
| személyvonat | Vámosgyörk – Jászárokszállás – Jászdózsa – Jászapáti – Jászkisér – Jászkisér felső – Szellőhát – Jászladány – Szászberek – Újszász – Zagyvarékas – Abonyi út – Szolnok | 2-3 óránként |